# Al Hekma Tower
Der Al Hekma Tower ist ein im Bau befindlicher Wolkenkratzer in Dubai, Vereinigte Arabische Emirate.
Der Bau des Wolkenkratzers wurde im Jahre 2006 begonnen und soll nach den bisherigen Planungen 2015 abgeschlossen werden. Der Fertigstellungstermin musste bedingt durch mehrere Bauunterbrechungen mehrmals nach hinten korrigiert werden. Der an der Sheikh Zayed Road befindliche Turm soll eine Höhe von 282 Metern erreichen und über 64 Stockwerke verfügen. Für deren Nutzfläche sind fast ausschließlich Büros vorgesehen. Unterirdisch gibt es zwei weitere Etagen für technische Einrichtungen.
Das Bauwerk verfügt über einen quadratischen Grundriss und verschmälert sich ab etwa der halben Höhe und schließt mit einem sich zuspitzenden Dach ab.